# Rose Hill (Kansas)
Rose Hill es una ciudad ubicada en el condado de Butler en el estado estadounidense de Kansas. En el año 2010 tenía una población de 3931 habitantes y una densidad poblacional de 958,78 personas por km².

## Geografía
Rose Hill se encuentra ubicada en las coordenadas 37°34′5″N 97°8′1″O / 37.56806, -97.13361 (37.567951, -97.133719).

## Demografía
Según la Oficina del Censo en 2000 los ingresos medios por hogar en la localidad eran de $75,040 y los ingresos medios por familia eran $47,019. Los hombres tenían unos ingresos medios de $47,019 frente a los $31,082 para las mujeres. La renta per cápita para la localidad era de $20,221. Alrededor del 3.3% de la población estaban por debajo del umbral de pobreza.